# 片草町
片草町（かたくさちょう）は、愛知県瀬戸市品野連区の町名。丁番を持たない単独町名である。

## 地理
- 瀬戸市の東端に位置する[8]。西を白岩町、北を上半田川町、東を岐阜県土岐市鶴里町・豊田市西市野々町、南を上品野町と隣接している[8]。
- 山間の農村で昔ながらの景観を残す[8]。国道沿いに薬師堂があり、堂内にある薬師像・地蔵・聖観音像などの江戸時代の石像物は市の文化財になっている[8]。旧街道から移したと思われる江戸時代の馬頭観音石像物も各所に建つ[8]。
- 町域は三国山の西斜面にあたる[8]。三国山は、かつての尾張・美濃・三河の3つの国を分ける本地域の最高峰で標高701m。山頂には展望台があり、遠く御岳山や伊勢湾を望むことができる[注釈 1][9]。

### 河川
- 片草川（品野川支流） ： 水野川の上流区間2番目の川名。町の北部を西流している。
- 角ケ洞川（片草川支流） ： 水野川の最上流部の川名。町の北西部、白岩町との町境付近を南流し、片草川に注ぎ込んでいる。

### 学区
市立小・中学校に通う場合、学区は以下の通りとなる。また、公立高等学校普通科に通う場合の学区は以下の通りとなる。
| 番・番地等 | 小学校               | 中学校             | 高等学校 |
| ---------- | -------------------- | ------------------ | -------- |
| 全域       | 瀬戸市立品野台小学校 | 瀬戸市立品野中学校 | 尾張学区 |

## 歴史

### 町名の由来
この地は昔から山深く、一方は田畑、一方は山になったところが多かった。この山には草が生い茂っていたところから名付けられたものといわれている。

### 沿革
この項では、片草の地名の変遷についても述べる。
- 戦国時代には、尾張国春日部郡片草・かたくさとして文献[注釈 2]に名を残す[13]。
- 江戸時代には、尾張国春日井郡の尾張藩領水野代官所支配の片草村となる[13]。
- 1880年（明治13年）2月5日 - 春日井郡が東西に分割され、東春日井郡片草村となる[13][14]。
- 1889年（明治22年）10月1日 - 市制・町村制施行の際、片草村が上品野村に編入され、上品野村大字片草となる[注釈 3][13][15]。
- 1906年（明治39年）7月16日 - 上品野村が下品野村・掛川村と合併して品野村となり、品野村大字片草となる[16][15]。
- 1924年（大正13年）1月1日 - 品野村が町制施行し、品野町大字片草となる[16]。
- 1959年（昭和34年）4月1日 - 品野町が瀬戸市に編入され、瀬戸市大字片草となる[16][15]。
- 1964年（昭和39年）10月1日 - 瀬戸市大字片草の全域により、同市片草町として成立[2]。同大字は、同日をもって廃止となる[13]。

## 世帯数と人口
2024年（令和6年）2月1日現在の世帯数と人口は以下の通りである。
| 町丁   | 世帯数 | 人口 |
| ------ | ------ | ---- |
| 片草町 | 31世帯 | 59人 |

### 人口の変遷
国勢調査による人口の推移
| 1995年（平成7年）  | 138人 | [ 17 ] |  |
| 2000年（平成12年） | 130人 | [ 18 ] |  |
| 2005年（平成17年） | 117人 | [ 19 ] |  |
| 2010年（平成22年） | 101人 | [ 20 ] |  |
| 2015年（平成27年） | 71人  | [ 21 ] |  |
| 2020年（令和2年）  | 67人  | [ 22 ] |  |

### 世帯数の変遷
国勢調査による世帯数の推移。
| 1995年（平成7年）  | 38世帯 | [ 17 ] |  |
| 2000年（平成12年） | 38世帯 | [ 18 ] |  |
| 2005年（平成17年） | 37世帯 | [ 19 ] |  |
| 2010年（平成22年） | 37世帯 | [ 20 ] |  |
| 2015年（平成27年） | 30世帯 | [ 21 ] |  |
| 2020年（令和2年）  | 31世帯 | [ 22 ] |  |

## 交通

### 鉄道
町内に鉄道は走っていない。最寄り駅は名鉄瀬戸線尾張瀬戸駅になる。

### バス
瀬戸市コミュニティバス「片草線」
- 道の駅瀬戸しなの - バロー品野店 - しなのバスセンター - 上品野 - 片草町民会館 系統 ： 片草町民会館バス停

### 道路
国道363号 ： 町の北部を東西に通っている。

## 施設
- 八幡神社[8] ： 1694年（寛文13年）以前の創建と推定される。1872年（明治5年）5月に村社に列せられた。祭神は応神天皇[23]。
- 三国ウエスト農場 ： 乗馬を通じてどのように社会貢献するかを探求する企業[24]。体験乗馬は1,500円で可能[25]。
- 片草城跡（史跡）[13] ： はじめ坂井十郎、のち赤座新兵衛の居城と伝えられる[13]。

## その他

### 日本郵便
- 郵便番号 : 480-1212[6]（集配局：瀬戸郵便局[26]）。